# Nguyệt nha sản

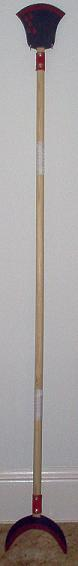
Nguyệt nha sản

Nguyệt nha sạn (phồn thể: 月牙鏟 / giản thể: 月牙铲 / bính âm: yuèyáchǎn / xẻng răng trăng) là một loại vũ khí của sư Trung Quốc. Khi xưa các sư Trung Quốc thường mang theo bên mình một cái xẻng mỗi khi đi đường để nếu gặp xác chết thì chôn và làm lễ cầu siêu thoát. Ngoài ra còn để tự vệ nếu gặp cướp. Nguyệt nha sản có hai đầu: sạn (xẻng) và nguyệt nha (hình dáng như trăng lưỡi liềm). 
Trong Tây Du Ký, Nguyệt nha sạn là vũ khí của Sa Tăng. Trong Thủy Hử,  Nguyệt nha sạn là vũ khí của Lỗ Trí Thâm. Ngoài ra nó cũng là vũ khí của Cửu Đầu Trùng.